# Верхняя Пышма
Виды с высоты
Ве́рхняя Пышма́ — город областного подчинения в Свердловской области России, административный центр одноимённого городского округа. Город трудовой доблести. Один из четырёх городов-спутников Екатеринбурга, к которому примыкает с севера. 
Верхняя Пышма обладает развитой инфраструктурой и промышленностью, базовый город Уральской горно-металлургической компании.

## География
Верхняя Пышма расположена на восточном склоне Среднего Урала, у истока реки Пышмы (левого притока Туры). Река Пышма берёт исток из небольшого озера Ключи и протекает в южной части города.
Город Верхняя Пышма представляет собой компактное жилое поселение, протянувшееся приблизительно на 6 километров с северо-запада на юго-восток. Осью города является его центральная улица — Успенский проспект. Площадь города Верхней Пышмы составляет 243,005 км².
Верхняя Пышма является городом-спутником Екатеринбурга и граничит с ним на юге. Расстояние между центрами двух городов составляет около 14 километров. К западу от Верхней Пышмы расположен другой спутник Екатеринбурга — город Среднеуральск.

## Административное и муниципальное устройство
С точки зрения административно-территориального устройства Свердловской области, Верхняя Пышма является городом областного подчинения. Она не входит в состав районов и вместе с 27-ю подчинёнными городу населёнными пунктами образует административно-территориальную единицу 2-го уровня — город Верхняя Пышма. До преобразования в город областного подчинения Верхняя Пышма это был рабочий посёлок Пышма, который с 1938 по 1946 год являлся административным центром Верхне-Пышминского района (изначально Пышминский район).
С точки зрения муниципального устройства, Верхняя Пышма является административным центром городского округа Верхняя Пышма — муниципального образования, объединившего сам город и 23 населённых пункта сельского типа. В состав муниципального образования не вошёл город Среднеуральск, образовавший вместе с тремя сельскими населёнными пунктами самостоятельное муниципальное образование.
В составе данных территориальных образований Верхняя Пышма входит в Западный управленческий округ, административным центром которого является город Первоуральск.

## История
Датой основания деревни Пышмы считается 1701 год. Здесь делали первую остановку путники, отъезжающие из Екатеринбурга. Для прибывающего же в город люда с северного направления она была последняя на пути следования. Здесь зачастую кормили лошадей перед дальней дорогой, первыми встречали паломников, идущих до Верхотурья.
Посёлок Медный Рудник (изначальное название Верхней Пышмы) был основан в 1854 году вместе с началом разработки медной руды в истоках реки Пышмы.
Через два года после запуска рудника рядом с ним появился небольшой медеплавильный завод, который и стал градообразующим предприятием. Но к началу XX века запасы руды стали истощаться и посёлок остановился в развитии. Новый толчок росту города дала индустриализация. В 1929 году началось строительство медеэлектролитного завода, который дал первую медь в 1934 году.
Указом Президиума ВС РСФСР от 22 февраля 1946 года рабочий посёлок Пышма был преобразован в город с присвоением названия Верхняя Пышма.
После Великой Отечественной войны, в городе появилось ещё несколько промышленных предприятий. В 1958 году состоялся пуск Пышминского Опытного Завода «ГИРедМет» (п/я М-5649, нынешнее название — «Уралредмет»), который производил лигатуры для различных сплавов из редкоземельных металлов, люминофоры, оптические монокристаллы.
1 февраля 1963 года Совет депутатов трудящихся города Верхняя Пышма передан в подчинение Свердловскому областному Совету депутатов трудящихся.
16 апреля 2010 года город посетил Патриарх Кирилл. Он побывал на комбинате «Уралэлектромедь», коллектив которого наградил орденом преподобного Серафима Саровского III степени.
В августе 2023 года Правительством Свердловской области направлено ходатайство о присвоении городу звания «Город трудовой доблести». Указом Президента России 15 января 2025 года Верхней Пышме присовено почётное звание «Город трудовой доблести».

## Население
| 1873    | 1959    | 1967    | 1970    | 1979    | 1989    | 1992    | 1996    | 1998    |
| ------- | ------- | ------- | ------- | ------- | ------- | ------- | ------- | ------- |
| 422     | ↗30 331 | ↗35 000 | ↗37 798 | ↗42 698 | ↗53 102 | ↗54 100 | ↗54 600 | ↗54 700 |
| 2000    | 2001    | 2002    | 2003    | 2005    | 2006    | 2007    | 2008    | 2009    |
| →54 700 | ↘54 500 | ↗58 016 | ↘58 000 | ↘57 700 | →57 700 | ↗57 900 | ↗58 100 | ↗58 405 |
| 2010    | 2011    | 2012    | 2013    | 2014    | 2015    | 2016    | 2017    | 2018    |
| ↗59 749 | ↘59 700 | ↗60 662 | ↗62 588 | ↗64 113 | ↗65 781 | ↗67 674 | ↗69 117 | ↗70 160 |
| 2019    | 2020    | 2021    | 2023    |         |         |         |         |         |
| ↗71 241 | ↗72 688 | ↘71 335 | ↗73 727 |         |         |         |         |         |

На 1 января 2025 года по численности населения город находился на 207-м месте из 1124 городов Российской Федерации.

## Экономика
Промышленность

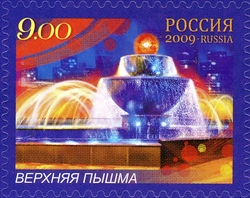
Верхняя Пышма на почтовой марке России, 2009

Оборот организаций Верхней Пышмы за 2016 год — 272,2 млрд рублей.
Цветная металлургия
- ОАО «УГМК-Холдинг» — созданный в 1999 году крупнейший в масштабах России[33] холдинг «Уральская горно-металлургическая компания», объединивший в себе около 30 крупных промышленных предприятий медной подотрасли в единую технологическую цепочку от добычи сырья до производства металла.
- АО «Уралэлектромедь» — рафинированная медь, медный купорос, является головным предприятием Уральской горно-металлургической компании.
- ЗАО СП «Катур-Инвест» — производствo медной проволоки для кабельной промышленности, также входит в структуру УГМК-Холдинга.
- АО «Уралредмет» — производство редкоземельных металлов и лигатуры на их основе. Самарий, диспрозий, ванадий, лигатуры. Химический анализ материалов заказчика.

Машиностроение и металлообработка
- ООО «Уральские локомотивы» (до 2010 года — ОАО «Уральский завод железнодорожного машиностроения») — одно из самых молодых предприятий Среднего Урала. В 2004 году завод вошёл в группу «Синара» и стал базовой площадкой для организации производства по выпуску грузовых электровозов постоянного тока нового поколения.
- ООО «Уральский завод Металл Профиль» — одно из крупнейших производственных предприятий группы компаний «Металл Профиль». Производство и продажа тонколистовых кровельных и стеновых материалов.
- ОАО «Екатеринбургский завод по обработке цветных металлов» — производит промышленные изделия из благородных металлов, ювелирные изделия, катализаторные сетки, электротехническую проволоку. Входит в группу компаний «Ренова». Предприятие перенесено в Верхнюю Пышму из Екатеринбурга в 2007 году.
- ООО «ПОЗ-Прогресс» — производство высокоэнергетических постоянных магнитов на основе сплавов редкоземельных металлов.
- ООО «ШТОРМ» — производство и продажа сварочного оборудования.

Химическая промышленность
- Уральский завод химических реактивов

Производство строительных материалов
- Опытный завод огнеупоров

Пищевая промышленность
- Верхнепышминский молочный завод
- Верхнепышминский хлебокомбинат (уничтожен)
- Предприятие «Наша рыба» (в посёлке Кедровое)

## Экология
Загрязнение атмосферы
По имеющимся официальным данным в соответствии с классификацией суммарного показателя загрязнения атмосферного воздуха Верхняя Пышма соответствует высокому уровню загрязнения атмосферного воздуха и является причиной дополнительного риска здоровью населения, требует активного управления охраной воздушного бассейна селитебных территорий. Так же зарегистрирована умеренно опасная категория загрязнения почвы. Из природоохранных мероприятий, направленных на снижение выбросов, которые загрязняют атмосферу и выполненных в 2020 году, можно выделить «Уралэлектромедь», которое выделило 4,925 (млн. рублей) на приобретение рукавных фильтров.
Сточные воды
В общем водоотведении ГО Верхняя Пышма доля загрязнённых (без очистки) сточных вод составляет 2,2 %, загрязнённых недостаточно очищенных — 91,2 %, нормативно-очищенных — 6,6 %. За период 2016—2020 гг. сброс загрязнённых сточных вод сократился на 1,21 млн. м³ (14,3 %). В 2020 г. по сравнению с 2019 г. сброс загрязнённых сточных вод уменьшился на 0,23 млн. м³ (3,1 %).
На территории ГО Верхняя Пышма действуют 8 комплексов очистных сооружений (биологической очистки — 6, физико-химической очистки — 2) суммарной проектной мощностью 17,1 млн куб. м/год. Фактический объём сточных вод, поступивших в поверхностные водные объекты после очистных сооружений, составил 7,57 млн. м³.
Очистные сооружения биологической очистки хозяйственно-бытовой канализации города Верхняя Пышма, посёлков Красный, Исеть и Кедровое эксплуатирует МУП «Водоканал». Суммарная проектная мощность 4 очистных сооружений составляет 11,7 млн куб. м/год. На долю МУП «Водоканал» приходится 97,9 % загрязнённых сточных вод от общего объёма загрязнённых сточных вод ГО Верхняя Пышма. По сравнению с 2019 г. сброс загрязнённых сточных вод МУП «Водоканал» уменьшился на 0,05 млн. м³ (0,7 %) и составил 7,08 млн. м³.
План мероприятий МУП «Водоканал» предусматривает строительство второй очереди очистных сооружений города Верхняя Пышма (2020—2030 гг.); реконструкцию очистных сооружений биологической очистки хозяйственно-бытовых сточных вод п. Кедровое (2020—2025 гг.), очистных сооружений биологической очистки хозяйственно-бытовых сточных вод рабочего п. Красный (2020—2025 гг.); модернизацию очистных сооружений биологической очистки хозяйственно-бытовых сточных вод п. Исеть (2020—2025 гг.). Загрязнение подземных вод нитратами фиксируется ежегодно, в среднем на трёх десятках питьевых водозаборах. Среди них наиболее значимыми, с водоотбором более 0,5 тыс. куб. м/сут., являются водозабор «Зона Поздняя» в ГО Верхняя Пышма (1,3 ПДК).
Для улучшения качества сбрасываемых сточных вод, снижения их влияния на водные объекты и уменьшения объёма сброса необходимо строительство новых, реконструкция и расширение действующих очистных сооружений, строительство локальных очистных сооружений, блоков доочистки, а также ввод в эксплуатацию систем оборотного и повторного водоснабжения. Строительство очистных сооружений предусмотрено на следующих предприятиях: МУП «Водоканал», ГО Верхняя Пышма (вторая очередь очистных сооружений города Верхняя Пышма, 2020−2023 гг.), МУП «Водоканал», ГО Верхняя Пышма (очистные сооружения биологической очистки хозяйственно-бытовых сточных вод п. Кедровое, 2019−2023 гг.; очистные сооружения биологической очистки хозяйственно-бытовых сточных вод п. Красный, 2020−2023 гг.

## Транспорт
Город расположен на пересечении автомагистралей Екатеринбург — Серов (Серовского тракта), Екатеринбург — Невьянск (Верхотурского тракта) и Екатеринбургской кольцевой автомобильной дороги. В городе действует автостанция «Верхняя Пышма» (ул. Огнеупорщиков, 2), откуда отправляются автобусы в Екатеринбург и посёлки городского округа Верхняя Пышма. Автобусные перевозки осуществляет ОАО «Автотранспорт». Также работают маршрутные такси по автобусным маршрутам. С декабря 2016 года в Верхней Пышме начала действовать Екарта.
24 октября 2023 года приказом Министерства транспорта Свердловской области 382 межмуниципальные автобусные маршруты 111 и 108 отменены. В связи с отменой маршрутов был изменён маршрут 116 до Среднеуральска.

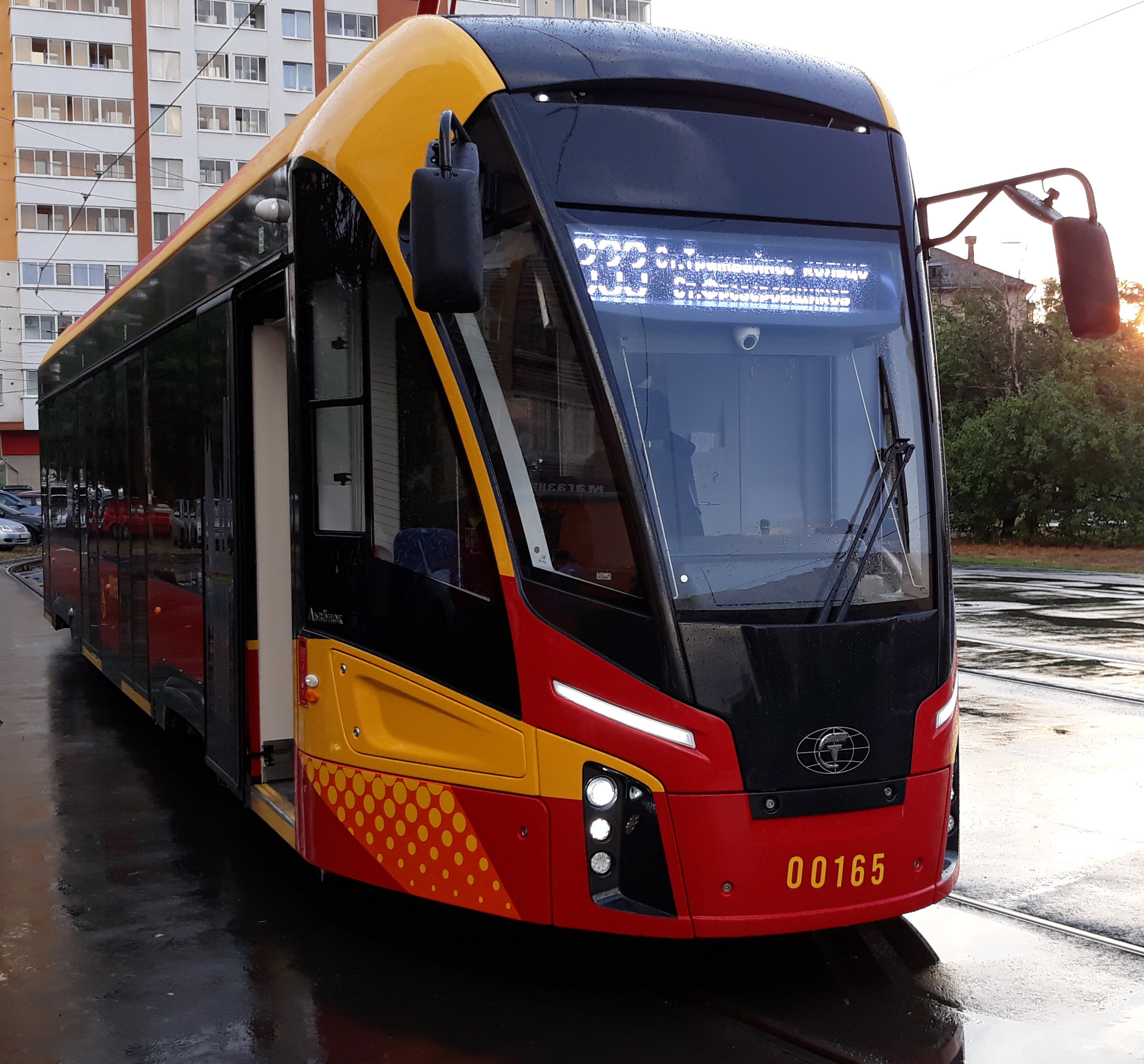
Трамвай на линии 1 сентября 2022 года

В городе работают три городских автобусных маршрута:
- 1: г. Верхняя Пышма — кольцо (также ходит маршрутное такси).
- 2: г. Верхняя Пышма — кольцо (также ходит маршрутное такси).

Пригородные маршруты:
- 101 (бывший 3 до 2009 г.) г. Верхняя Пышма — с. Балтым.
- 104 г. Верхняя Пышма — п. Красный.
- 105 г. Екатеринбург (УЗТМ) — оз. Балтым (сезонный, с 15 мая по 15 сентября).
- 106 г. Верхняя Пышма — п. Зелёный Бор.
- 109, 109А г. Верхняя Пышма — п. Ольховка, п. Первомайский.
- 110 г. Верхняя Пышма — г. Среднеуральск — п. Исеть.
- 112 г. Верхняя Пышма — п. Нагорный, с. Мостовское (вторник — четверг).
- 113 г. Верхняя Пышма — п. Соколовка (сезонный, по выходным дням, с 15 мая по 15 сентября).
- 114 г. Верхняя Пышма — к/с «Радость» (19-й км) (сезонный, по выходным дням, с 15 мая по 15 сентября).
- 115 г. Верхняя Пышма — к/с «Простоквашино» (сезонный, по выходным дням, с 15 мая по 15 сентября).
- 137C г. Верхняя Пышма — Селен[38].

Межмуниципальные маршруты (почти у всех маршрутов конечная остановка в Екатеринбурге у станции метро «Машиностроителей»):
- 103 г. Екатеринбург — п. Кедровое (также ходит маршрутное такси).
- 104Е г. Екатеринбург (УЗТМ) — п. Красный.
- 134 г. Екатеринбург — п. Ольховка (сезонный, по выходным дням, с 15 мая по 15 сентября).
- 161 г. Екатеринбург — п. Санаторный.
- 223 г. Екатеринбург — г. Верхняя Пышма — г. Среднеуральск — Ганина Яма.
- 108 г. Екатеринбург — г. Верхняя Пышма.
- 111 г. Екатеринбург — г. Верхняя Пышма — г. Среднеуральск (также ходят маршрутные такси, отличающиеся от автобусного маршрута: удлинённый 111 от ст. метро «Машиностроителей» до Среднеуральска, укороченный 111А от кинотеатра «Заря» до Машиностроителей (Верхняя Пышма)).

### Железнодорожная линия завода «Уралмаш»
Вблизи восточной окраины Верхней Пышмы проходит бывшая ведомственная железнодорожная линия завода «Уралмаш» о.п. Север — ст. Красное, на которой ранее имелось пассажирское сообщение и которая рассматривалась в 2015 г. в числе прочих проектов для организации сообщения Екатеринбург-Верхняя Пышма. Сохраняется движение до ст. Балтым для грузовых перевозок в логопарк Садовый, железнодорожные пути после о. п. Дачная разобраны.
С 1 декабря 2022 года до Верхней Пышмы запустили рельсовый автобус «Орлан» со станций Шарташ, Первомайская, Екатеринбург-Пассажирский и Шувакиш.

### Трамвай
В 2019 году началось строительство пригородной трамвайной линии с сообщением Екатеринбурга и Верхней Пышмы. В апреле 2020 года началась укладка рельсов на территории Верхней Пышмы. 31 августа 2022 года состоялся запуск линии. На данный момент длина маршрута составляет 17,2 километра, на протяжении которого обустроены 14 остановок.

## Средства массовой информации
- Телеканал «Твой город» (кабельное ТВ УГМК-Телеком)
- Газета «Красное знамя»
- Газета «За медь»
- Газета «Час Пик»
- Газета «ТоДаСё»
- Интернет-СМИ «8-й район»

## Образование

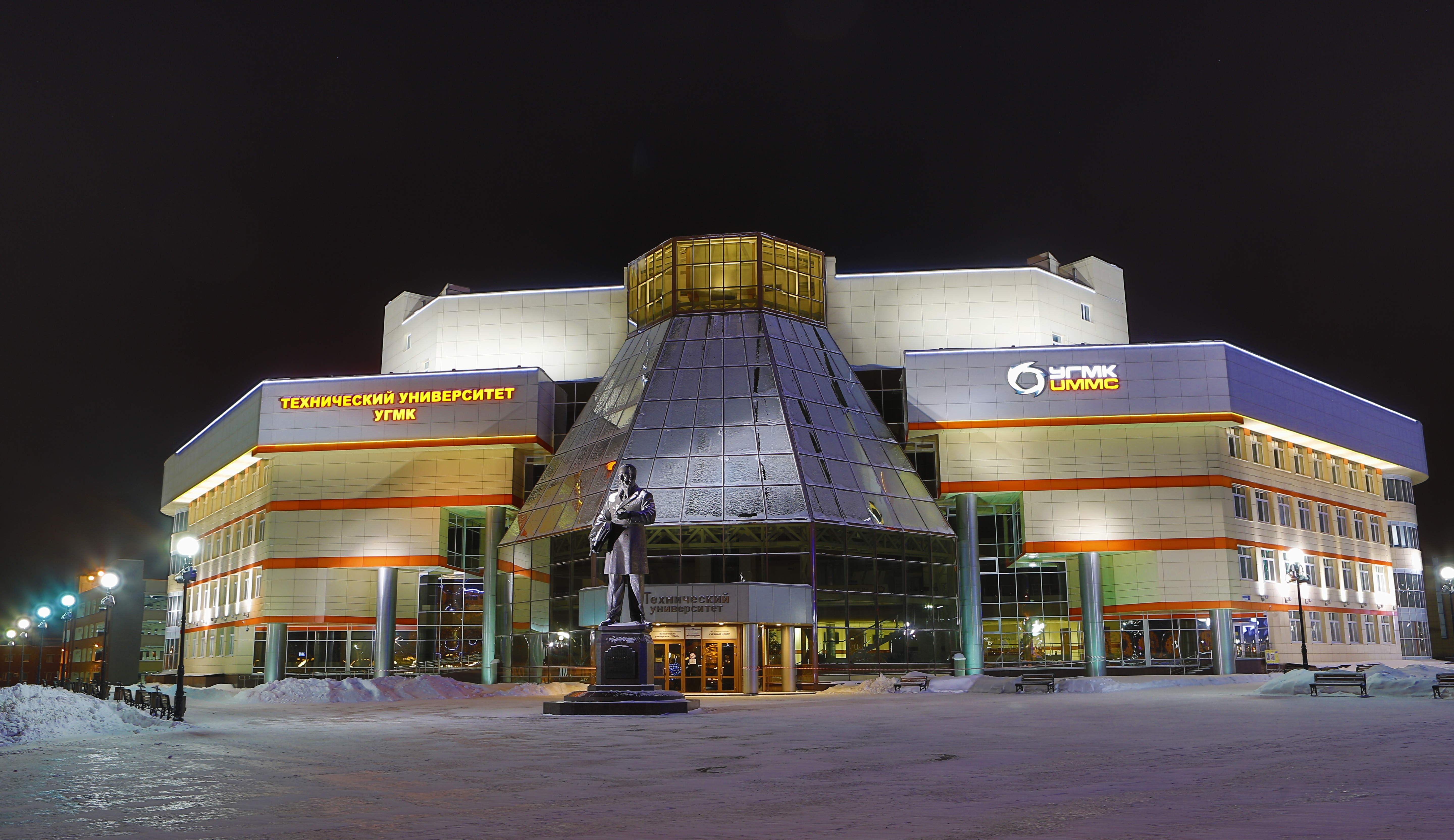
Здание Технического университета УГМК (Верхняя Пышма)

Единственным вузом города является открытый в 2013 году Технический университет УГМК. Его создание было профинансировано тремя сторонами: Уральской горно-металлургической компанией, Уральским федеральным университетом им. Б. Н. Ельцина и Правительством Свердловской области. Это единственный частный вуз России, который даёт высшее техническое образование. В 2014 году открыт Научно-исследовательский центр при университете. В 2016 году Технический университет УГМК получил государственную аккредитацию по 8 программам бакалавриата, специалитета и магистратуры и набрал на первый курс выпускников средних школ.
В феврале 2021 года открылся самый большой на территории Свердловской области и один из крупнейших в России детский технопарк «Кванториум».
По состоянию на 2024 год в городе функционируют 7 общеобразовательных школ, механика-технологический техникум «Юность», школа-интернат имени С. А. Мартиросяна.

## Культурная жизнь, спорт

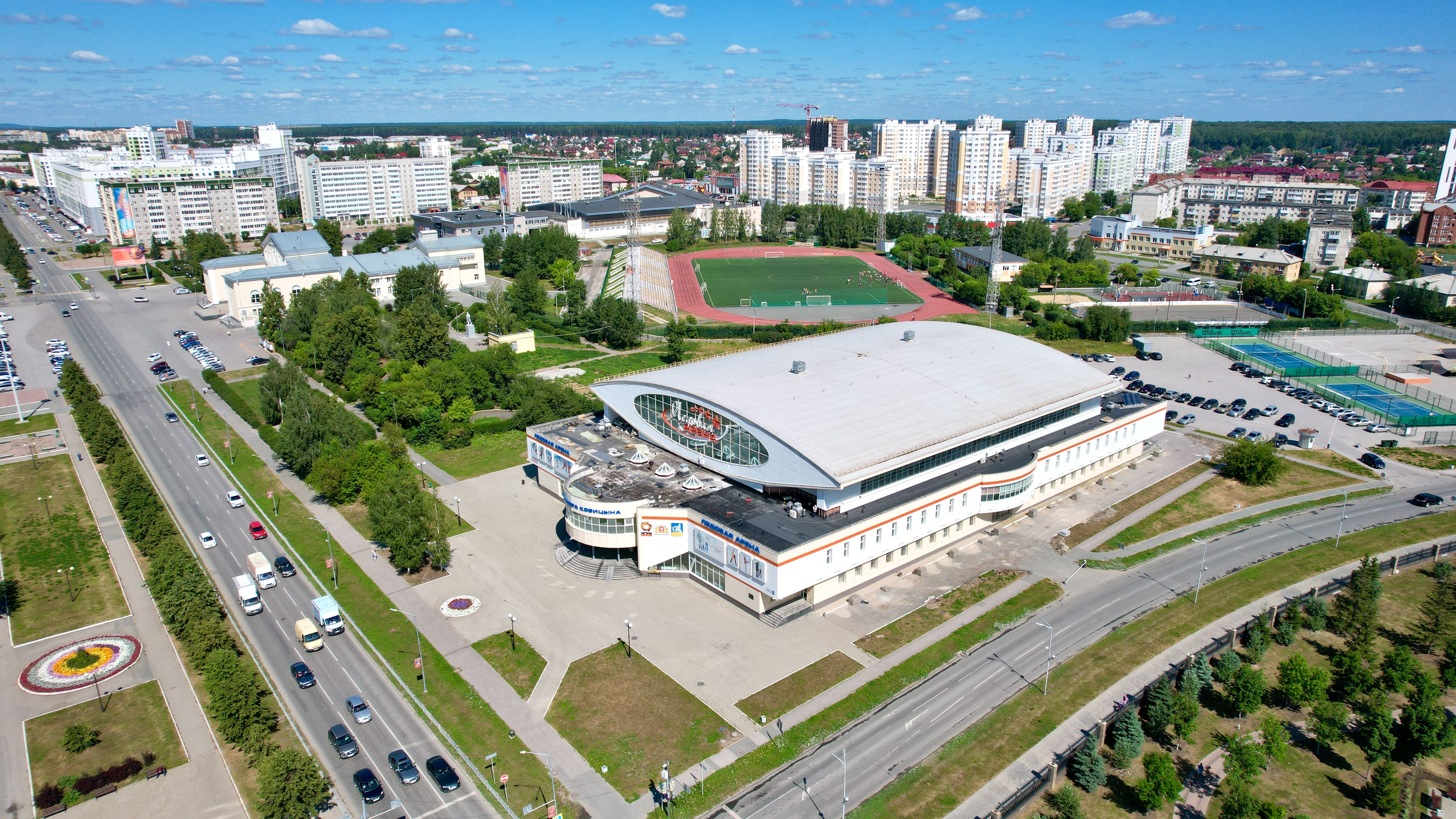
Ледовая арена имени Александра Козицына

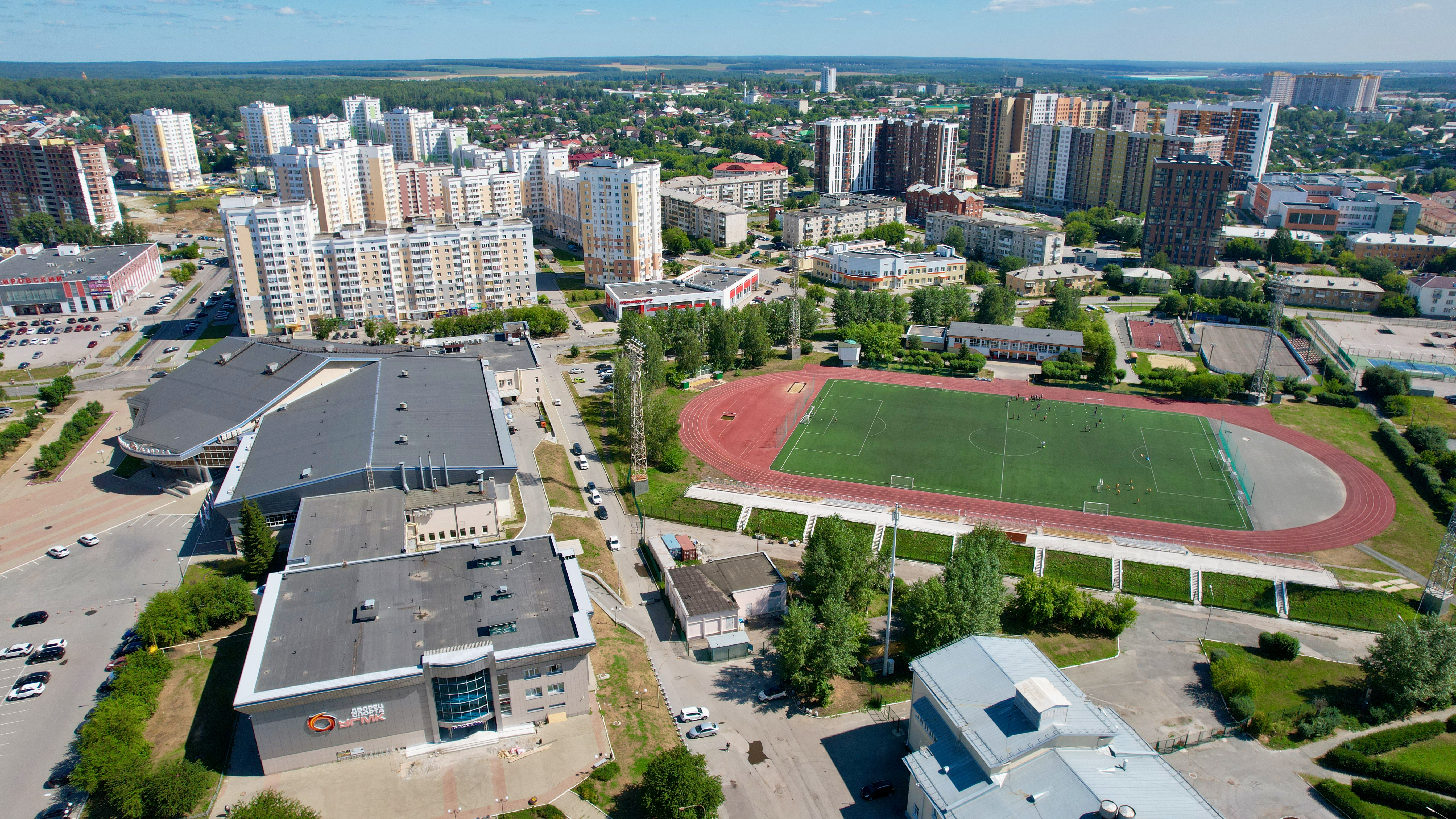
Спорткомплекс УГМК

Благодаря градообразующему предприятию «Уралэлектромедь» в Верхней Пышме построены храм Успения Пресвятой Богородицы, храм Александра Невского, медная мечеть имени имама Исмаила Аль Бухари, дворец спорта УГМК, ледовый дворец спорта УГМК, городской бассейн. Проведена реконструкция центральных улиц, город активно застраивается современными жилыми комплексами.
Футбольный клуб «Металлург» в 1989, 1993—1996 годах выступал в первенствах страны, в ряде сезонов являлся дублирующим составом команды высшей российской лиги «Уралмаш» из Екатеринбурга — «Уралмаш»-д. В 2021 году в Верхней Пышме (в Ледовой арене имени Александра Козицына) проводит домашние матчи хоккейный клуб «Горняк» (Учалы) — фарм-клуб выступающего в КХЛ екатеринбургского «Автомобилиста», а в 2016 году в Верхней Пышме играл другой фарм-клуб екатеринбуржцев — ХК «Авто».
Также в городе функционирует 3D-кинотеатр, ДК «Металлург», детский дом творчества, городской парк культуры и отдыха, парк УГМК, музыкальная школа, художественная школа, школа для слепых и слабовидящих детей.
9 мая 2007 года рядом с главной площадью города открылись два фонтана. Каждый год в третью субботу июля в Верхней Пышме проводится карнавал, посвящённый Дню города — дню металлурга с участием работников АО «Уралэлектромедь» и других предприятий и организаций города.
- Музей военной и автомобильной техники УГМК[49].;
- Исторический музей Верхней Пышмы
- Верхнепышминская централизованная библиотечная система
- Библиотека для детей и молодёжи
- Центральная детская библиотека

## Мемориалы, памятники и обелиски
Мемориалы и памятники
- Мемориал «Сквер Воинской Славы»;
- мемориал погибшим в годы Великой Отечественной войны работникам ПЭМЗ, Рудника и обогатительной фабрики;
- мемориал жертвам политических репрессий;
- стела работникам УЗХР, погибшим в годы Великой Отечественной войны;
- стела работникам Огнеупорного завода, погибшим в годы Великой Отечественной войны;
- стела работникам ПОЗ, погибшим в годы Великой Отечественной войны;
- мемориальный камень с памятной надписью о заложении Ивановской шахты;
- памятник героям Гражданской войны возле Храма Успения;
- памятник выдающемуся учёному Владимиру Ефимовичу Грум-Гржимайло (установлен в июле 2013 года[50]);
- памятник Владимиру Ленину;
- скульптура «Влюблённые сердца» напротив ЗАГСа;
- скульптуры медведя и лося возле Дворца Спорта.

Мемориальные доски
- Герою Великой Отечественной войны Спицыну Ю. Е. (ул. Спицына, 9);
- Герою Великой Отечественной войны Талыкову М. И. (ул. Талыкова, 7);
- Герою Великой Отечественной войны Талыкову М. И. (ул. Кривоусова, 48);
- Герою Великой Отечественной войны Чистову А. А. (ул. Чистова, 1);
- Герою Великой Отечественной войны Данильченко В. А. (угол ул. Данильченко и ул. Петрова, 38);
- Герою Великой Отечественной войны Данильченко В. А. (?);
- Герою Великой Отечественной войны Феофанову В. Г. (ул. Феофанова, 4);
- эвакогоспиталю № 9744 (Красноармейская ул., 6);
- Преподавателям и учащимся школы № 1, отдавшим свою жизнь за Родину (Красноармейская ул., 6);
- учащимся школы № 1, отдавшим свою жизнь за Родину (Красноармейская ул., 6);
- учащимся СОШ № 1, отдавшим жизнь за Родину (Красноармейская ул., 6);
- писателю Волоскову В. В. (Октябрьская ул., 7);
- Герою Социалистического Труда Глушкову П. В. (Красноармейская ул., 3);
- управляющему Пышминско-Ключевским рудником Сыромолотову Ф. Ф. (ул. Сыромолотова, 106);
- Пышминско-Ключевскому медеплавильному заводу;
- первому председателю волостного исполкома Петрову М. С. (ул. Петрова, 57);
- наркому тяжёлой промышленности Орджоникидзе С.;
- главному врачу инфекционной больницы Фрейдлину Б. В. (Балтымская ул., 19);
- олимпийской чемпионке, чемпионке Мира и Советского Союза по лыжному спорту, заслуженному мастеру спорта Советского Союза Боярских К. С. (Комсомольская ул., 39);
- первому начальнику медеплавильного цеха АО «Уралэлектромедь» Медведевскому М. Е. (медеплавильный цех АО «Уралэлектромедь»);
- директору АО «Уралэлектромедь» 1934—1937 Ильина И. А. (медеплавильный цех АО «Уралэлектромедь»);
- Герою Социалистического Труда Кривоусову Б. А., директору комбината «Уралэлектромедь» в 1970—1982 годы (медеплавильный цех АО «Уралэлектромедь»).

## Галерея

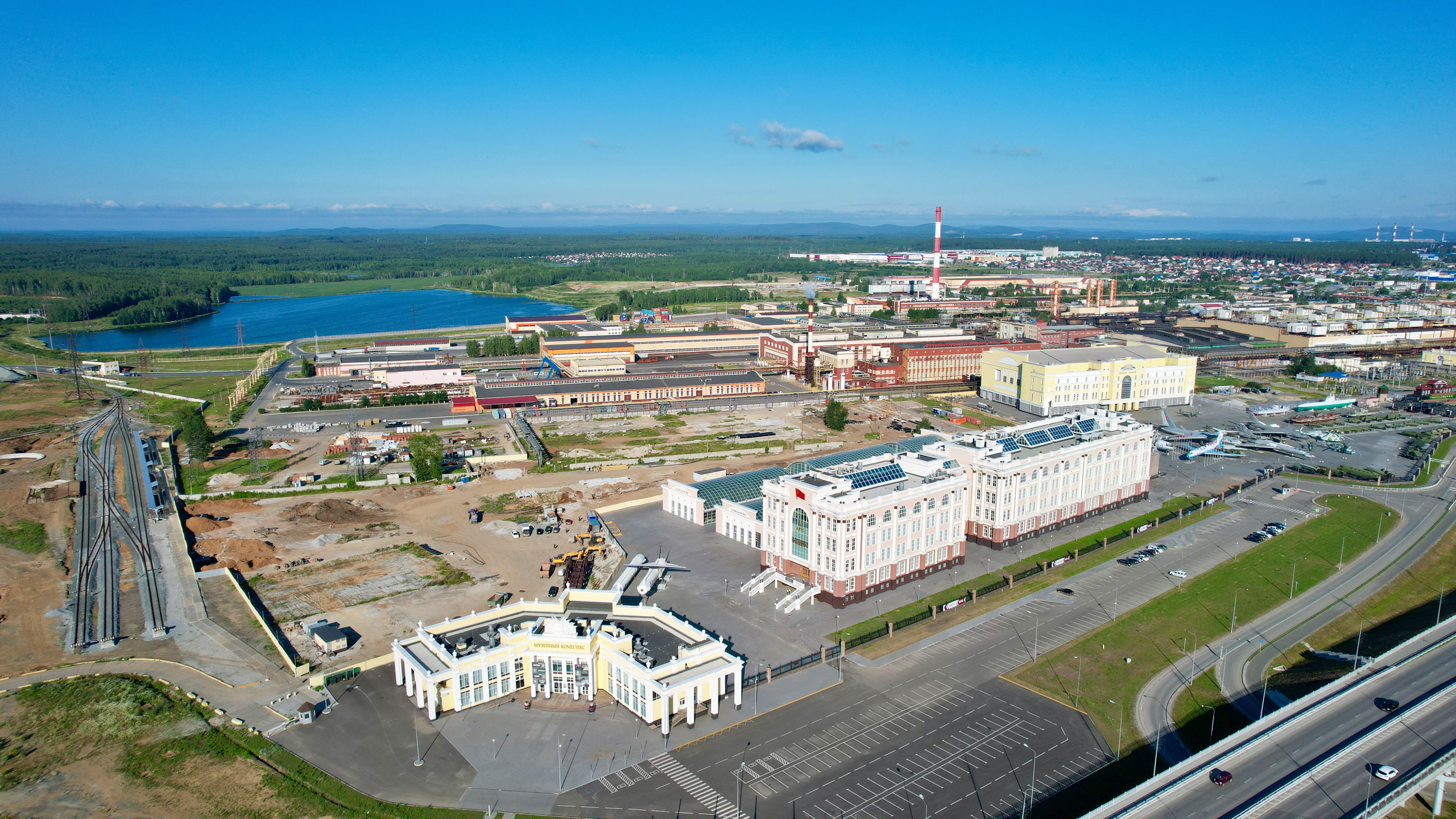
Вид на Музей военной техники УГМК
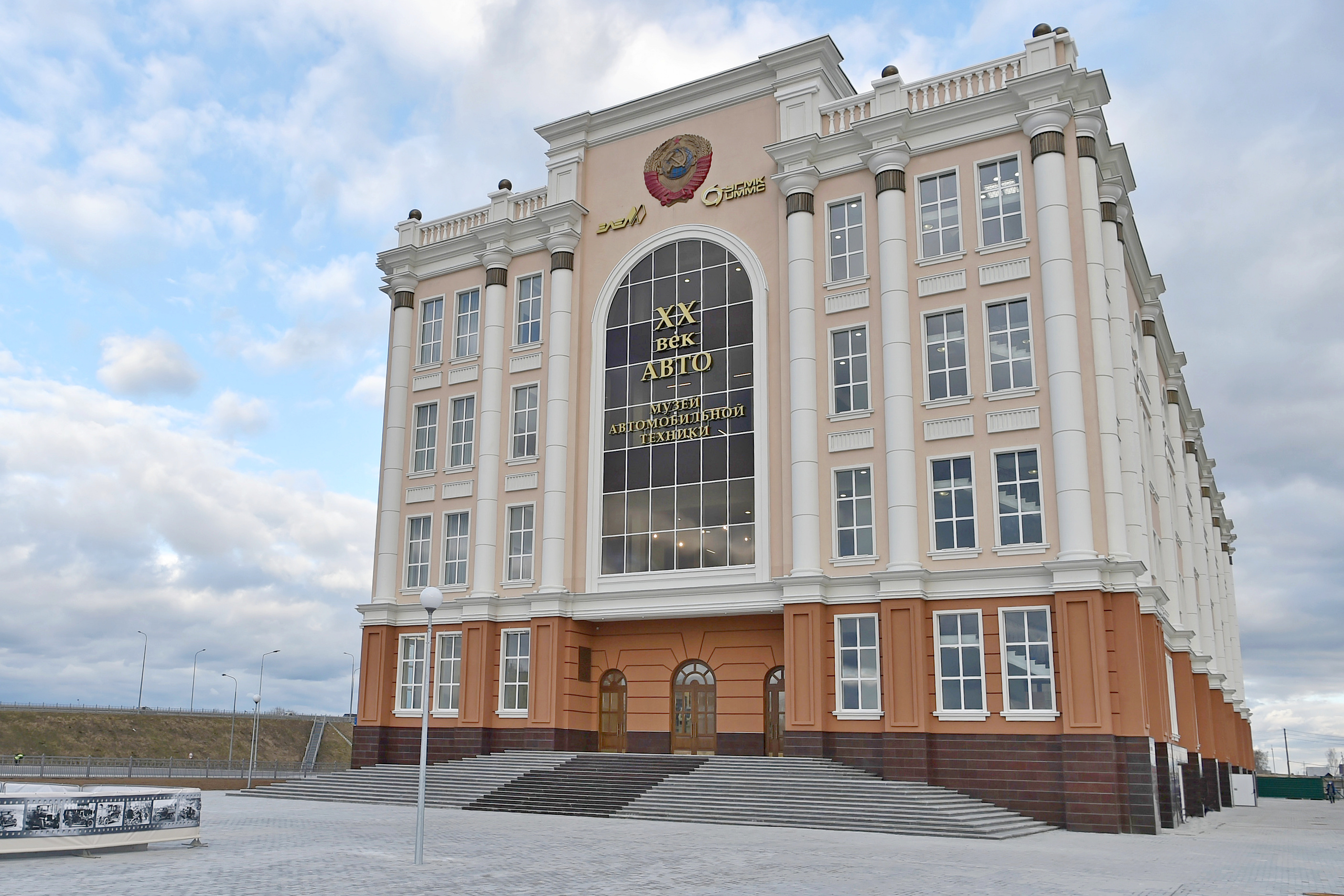
Музей автомобильной техники УГМК
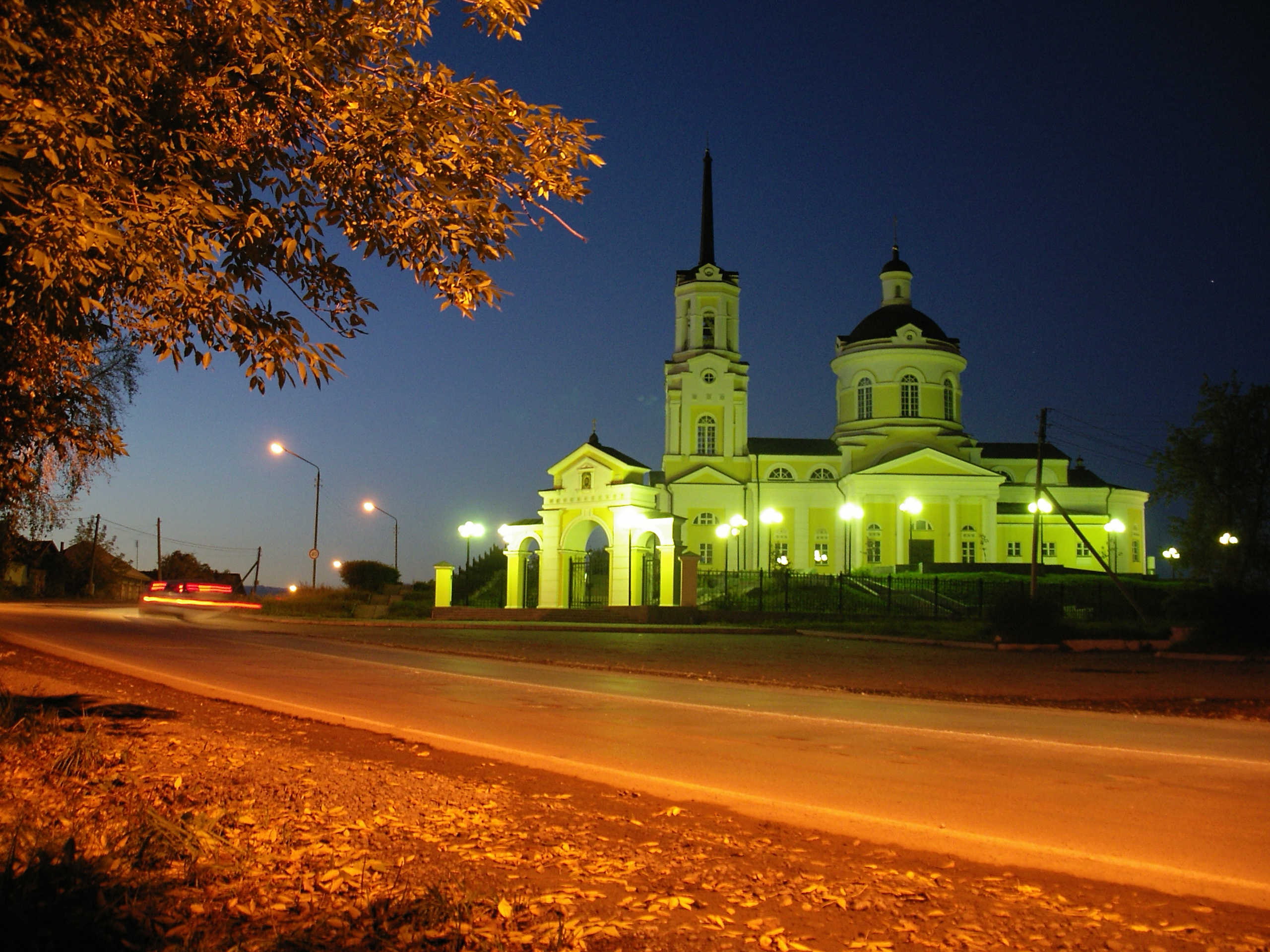
Храм Успения Пресвятой Богородицы
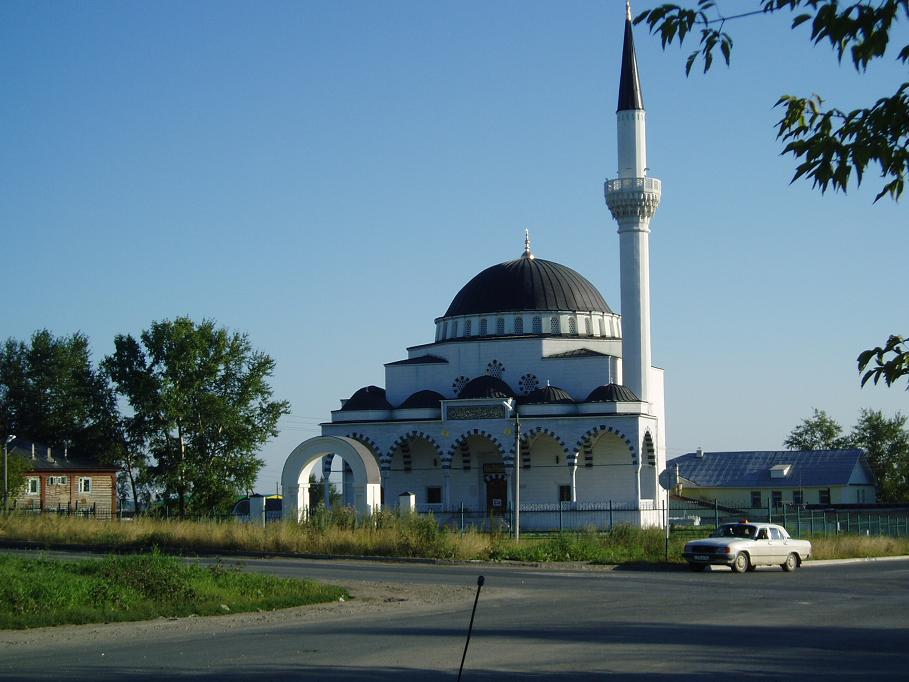
Медная мечеть имени имама Исмаила Аль Бухари
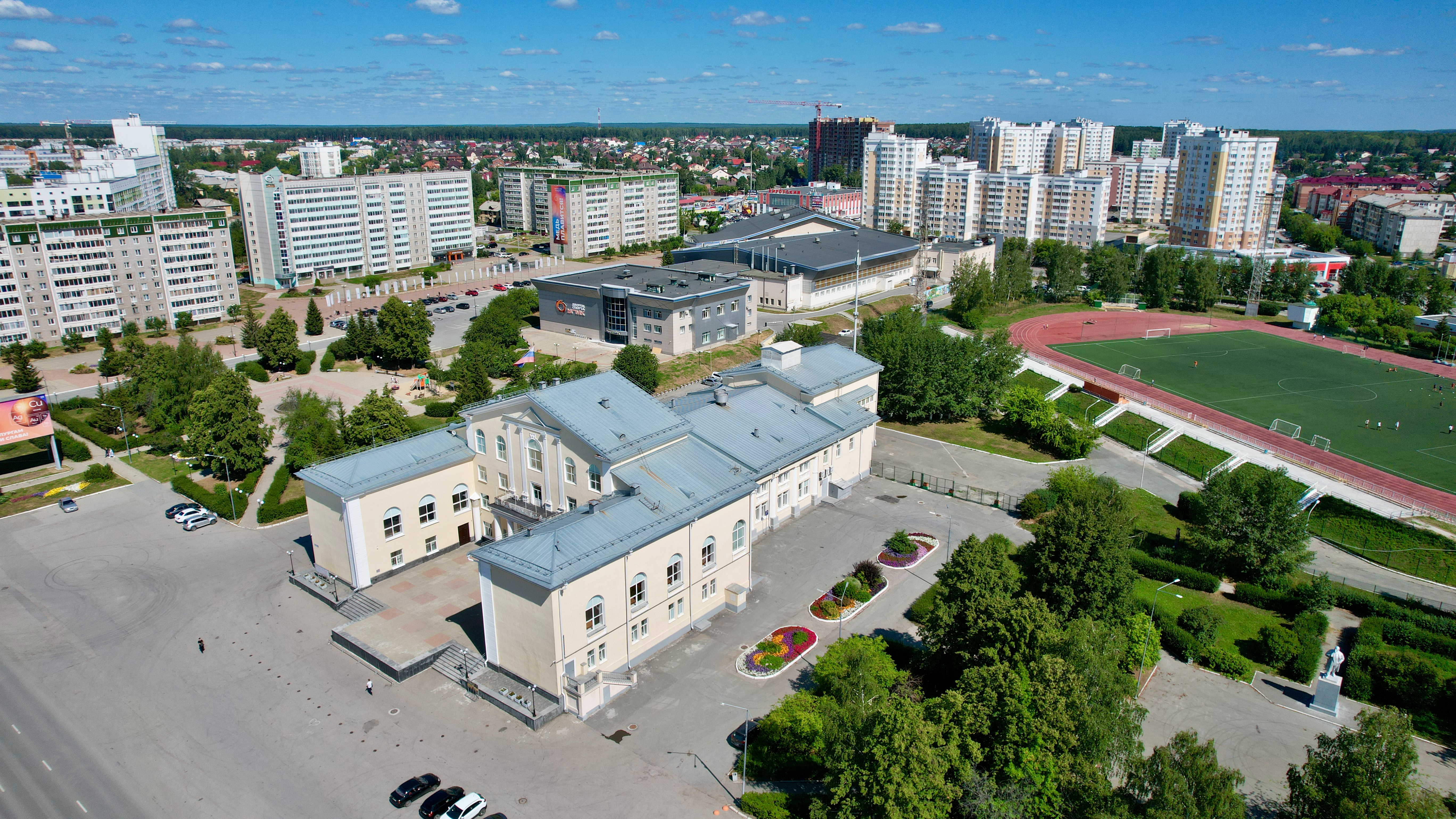
ДК «Металлург»
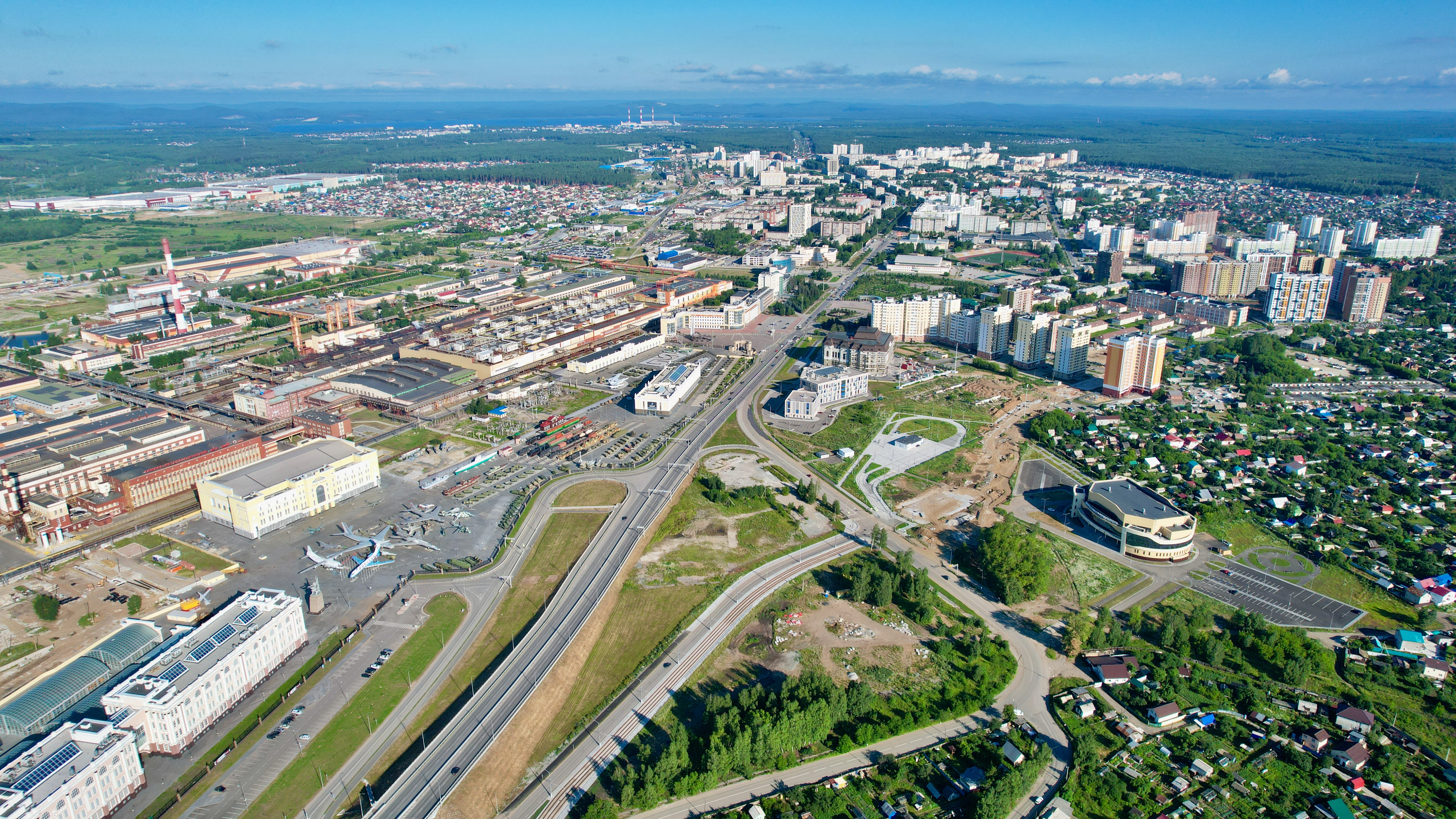
Успенский проспект
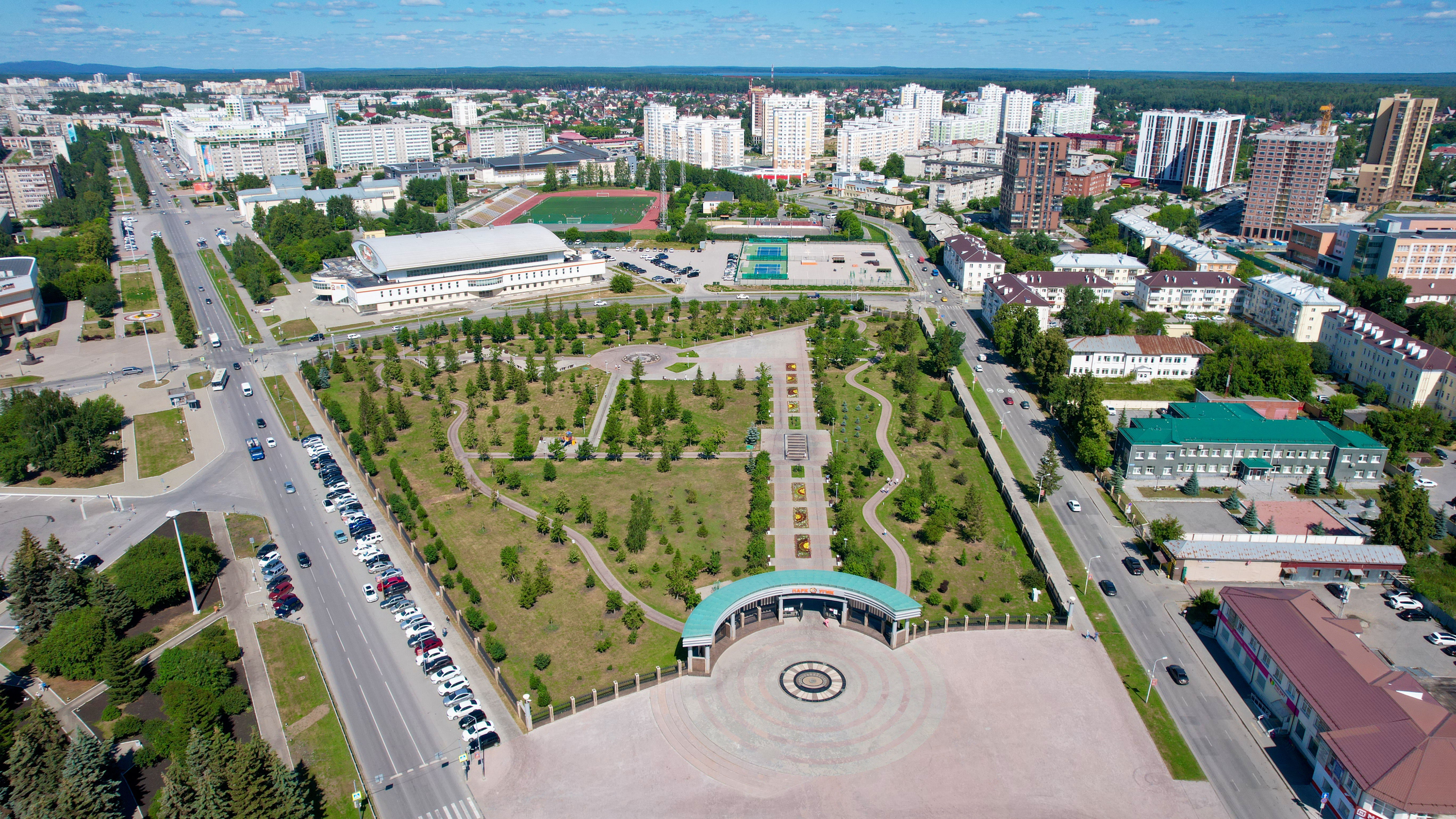
Парк УГМК
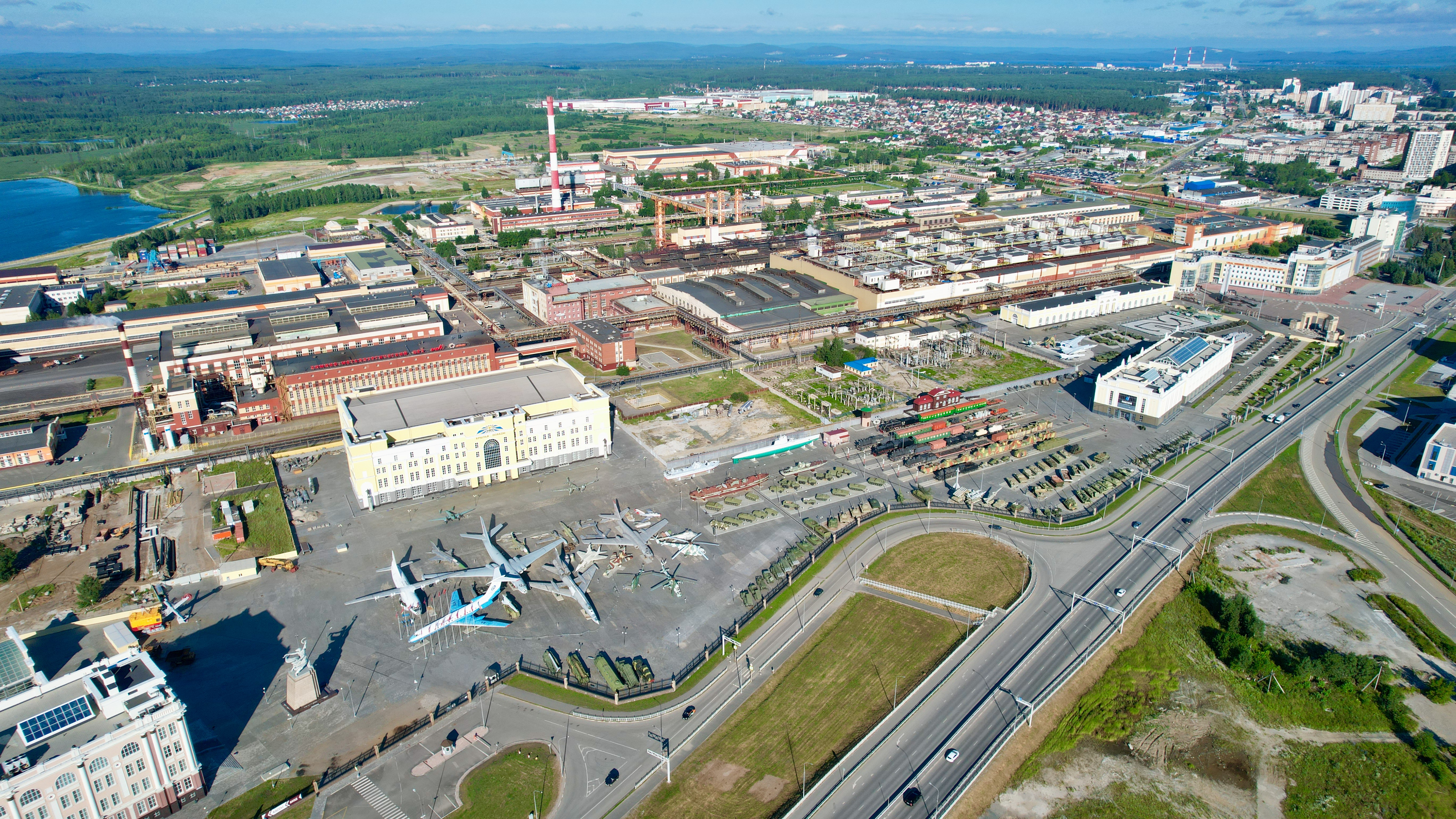
Музейный комплекс УГМК

## Почётные граждане
Среди почётных граждан Верхней Пышмы:
- Гальянов, Николай Михайлович;
- Глушков, Пётр Васильевич;
- Иванова, Галина Андреевна;
- Козицын, Александр Анатольевич;
- Козицын Андрей Анатольевич;
- Кривоусов, Борис Алексеевич;
- Стенников, Валерий Глебович;
- Сурганов, Вячеслав Сергеевич.

## Города-побратимы
- Жодино, Беларусь[53]
- Агилькур, Франция[54]